# Före detta världsarv

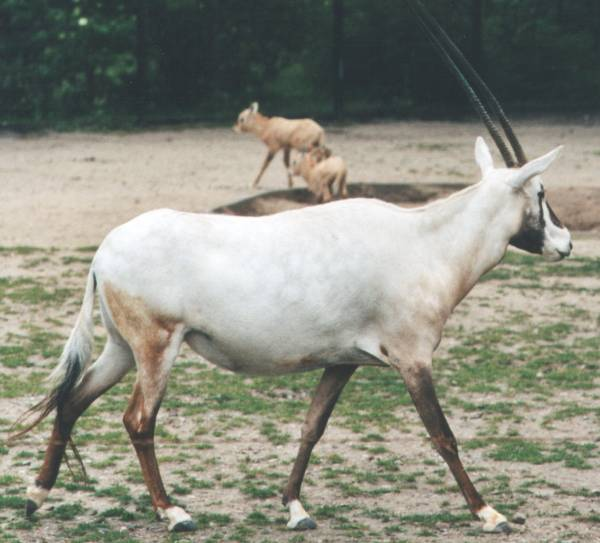
Arabisk oryx

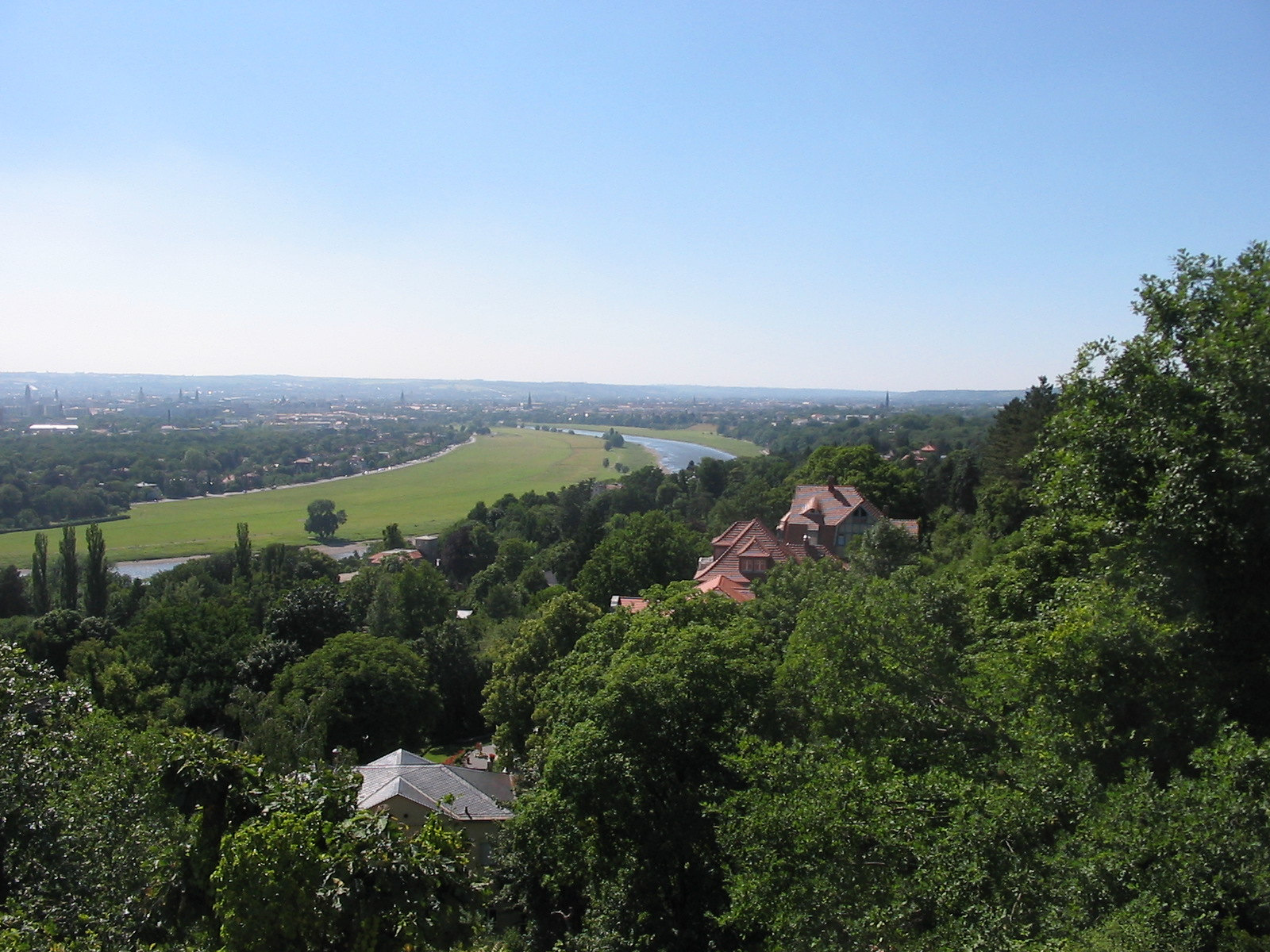
Elbes dalgång i Dresden

Utnämningen av världsarv förknippas med mycken prestige. En världsarvsutnämning länder inte bara platsen heder, utan har också ekonomiska konsekvenser eftersom den stärker turismen. Världsarv kan förlora sin status om Världsarvskommittén fastställer att det utsedda området inte förvaltas eller skyddas korrekt. Först sätter dock kommittén upp objektet på sin lista över hotade världsarv och försöker därefter förhandla med de lokala myndigheterna för att åtgärda situationen. Om man misslyckas lösa situationen återkallar kommittén dess status.

## Objekt borttagna från världsarvslistan

### Arabiska antilopreservatet i Oman 2007
2007 blev Omans Arabiska antilopreservatet det första objektet som togs bort från världsarvslistan. Reservatet hade varit ett världsarv sedan 1994. Tjuvjakt och försämrade habitat hade nästan utplånat oryxpopulationen. Strykningen skedde i enlighet med Omans regerings önskemål, då denna reducerat reservatets areal med 90 procent efter att olja hittats på platsen. Endast fyra oryxpar kunde räknas in när reservatet förlorade sin världsarvsstatus.

### Elbes dalgång i Dresden i Tyskland 2009
Den 25 juni 2009 röstade Världsarvskommittén för att ta bort Elbes dalgång i Dresden på grund av Waldschlößchenbron som höll på att byggas sedan 2007 och skulle komma att tudela dalgången. Det 20 kilometer långa området blev världsarv 2004. Strykningen föregicks av en lång och utdragen kamp mellan Dresdens lokala myndigheter för bron och deras motståndare. Ett tunnelalternativ avfördes på grund av kostnaderna. Bron invigdes 2013.
2005 hölls en folkomröstning om brobygget utan att väljarna upplysts om att världsarvsstatusen stod på spel. Året efter sattes området upp på listan över hotade världsarv, vilket förlängdes fram till 2008. Då brobygget trots detta fortlöpte avslogs en andra förlängning, och vid kommitténs möte i Sevilla röstade 14 mot 5 för att stryka området från världsarvslistan.
I en opinionsundersökning angående brobygget uppgav en majoritet av de tillfrågade lokalinnevånarna att Dresden kan klara sig utan världsarvstiteln. Strykningen innebar dock att statligt finansiellt stöd försvann och har kallats för en ”pinsamhet” då Tyskland blev det första landet i Europa som förlorat ett världsarv.

### Liverpool
År 2021 förlorade Liverpool sin status som världsarv till följd av för många nybyggnationer och rivningar i hamnmiljön.